# Adult Film Database
Adult Film Database – strona internetowa stanowiąca bazę danych o aktorach, aktorkach i filmach pornograficznych wyprodukowanych przez
Adult Film Database.